# EuroBrun Racing
EuroBrun Racing fue un equipo de Fórmula 1 de nacionalidad italiana y propiedad italo-suiza. Participó en 46 Grandes Premios en las temporadas 1988, 1989 y 1990, sin poder sumar puntos.

## Historia
EuroBrun se creó por la alianza entre Euroracing (de Giampaolo Pavanello), quienes se encargaron del equipo Alfa Romeo entre 1982-1985, y el equipo Brun Motorsport del magnate suizo Walter Brun, que competía en los sports prototipos en la década de los 80.
EuroBrun debutó en 1988 con dos monoplazas denominados ER-188, con motores Cosworth y comandados por los pilotos Oscar Larrauri, segundo dos años antes en Le Mans con Brun, y Stefano Modena, campeón de Fórmula 3000 el año anterior. A pesar un arranque largando en todas las carreras. en mitad de la temporada surgen problemas internos en el equipo y problemas presupuestarios. Modena no clasificó en cuatro carreras, mientras que Larrauri no clasificó ocho veces en la temporada. El mejor resultado del equipo fue un 11.° lugar de Modena en el GP de Hungría.
 

Antes de 1989, Euroracing redujo su aporte y quitó personal en la escudería. Finalmente se corrió con un solo monoplaza con Gregor Foitek; al mando del ER-188B de motores Judd. El equipo no pudo pasar las preclasificaciones a partir de la segunda carrera de la temporada, a pesar de que se introdujo el nuevo ER-189 en el Gran Premio de Alemania. Foitek fue reemplazado después de la carrera de Bélgica por Larrauri, quien tampoco pudo pasar las preclasificaciones. 

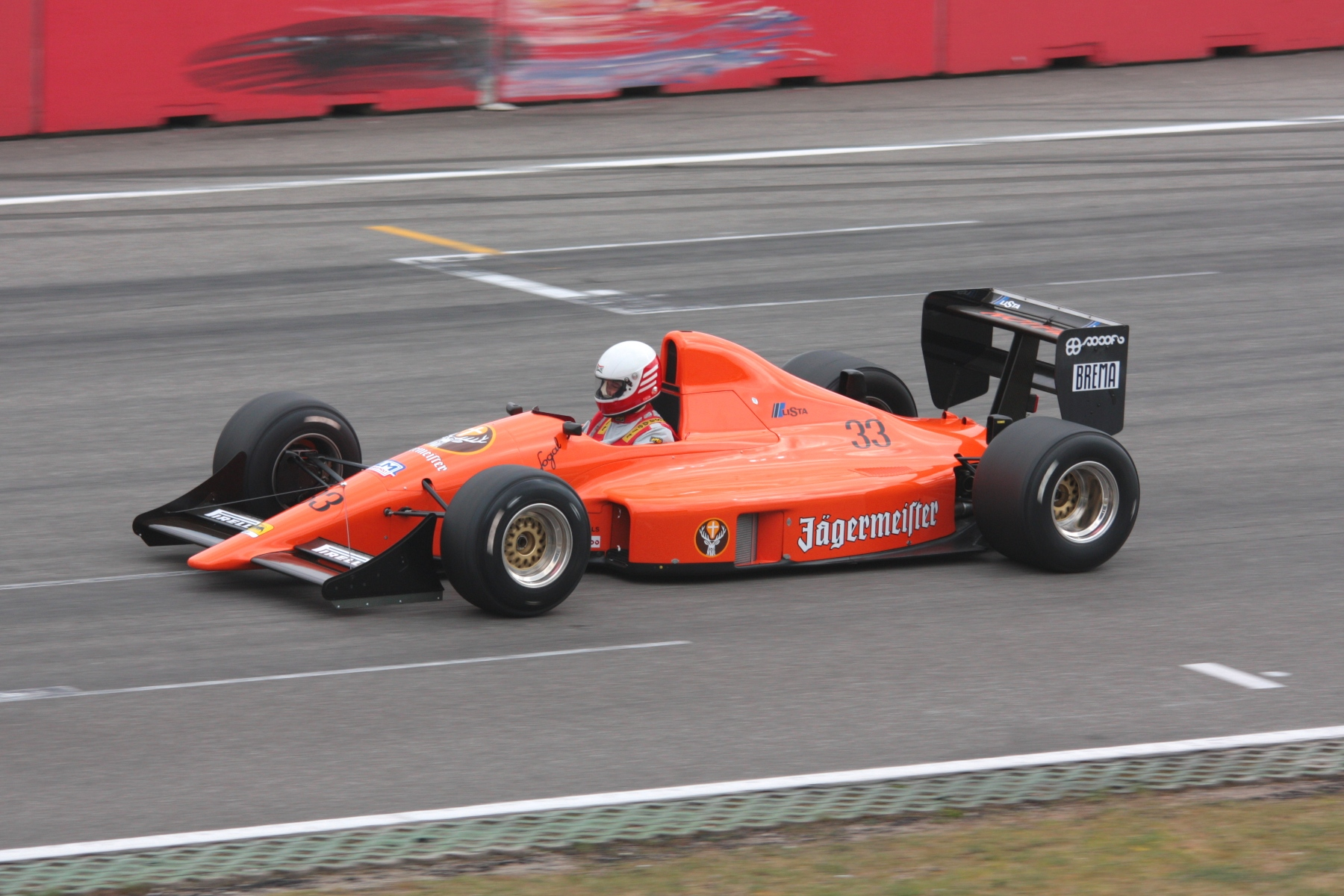
EuroBrun ER189 en exhibición.

Para 1990, el equipo regresa con dos monoplazas, con los ER-189B. Euroracing se desvinculó completamente de la alianza. Contrataron a Roberto Moreno y a Claudio Langes. Langes jamás pudo pasar las precalificaciones en la que fue su única temporada de Fórmula 1, mientras que Moreno logró clasificar y correr en tres ocasiones, terminando 16.° en la primera carrera de la temporada. La última vez que EuroBrun tomo la salida fue en el GP de México.
El equipo desapareció después del Gran Premio de España de ese año, después de clasificar en 21 de las 46 carreras en las que apareció.

## Resultados

### Fórmula 1
| Año         | Chasis       | Motor                    | Neu. | N.º | Piloto         | 1    | 2    | 3    | 4    | 5    | 6    | 7    | 8    | 9    | 10   | 11   | 12   | 13   | 14   | 15   | 16   | Puntos | Pos. |
| ----------- | ------------ | ------------------------ | ---- | --- | -------------- | ---- | ---- | ---- | ---- | ---- | ---- | ---- | ---- | ---- | ---- | ---- | ---- | ---- | ---- | ---- | ---- | ------ | ---- |
| 1988        | ER188        | Ford Cosworth DFZ 3.5 V8 | G    |     |                | BRA  | SMR  | MON  | MEX  | CAN  | USA  | FRA  | GBR  | GER  | HUN  | BEL  | ITA  | POR  | ESP  | JPN  | AUS  | 0      | NC   |
| 1988        | ER188        | Ford Cosworth DFZ 3.5 V8 | G    | 32  | Oscar Larrauri | Ret  | DNQ  | Ret  | 13   | Ret  | Ret  | Ret  | DNQ  | 16   | DNQ  | DNPQ | DNPQ | DNPQ | DNQ  | DNQ  | Ret  | 0      | NC   |
| 1988        | ER188        | Ford Cosworth DFZ 3.5 V8 | G    | 33  | Stefano Modena | Ret  | NC   | DSQ  | DSQ  | 12   | Ret  | 14   | 12   | Ret  | 11   | DNQ  | DNQ  | DNQ  | 13   | DNQ  | Ret  | 0      | NC   |
| 1989        | ER188B ER189 | Judd CV 3.5 V8           | P    |     |                | BRA  | SMR  | MON  | MEX  | USA  | CAN  | FRA  | GBR  | GER  | HUN  | BEL  | ITA  | POR  | ESP  | JPN  | AUS  | 0      | NC   |
| 1989        | ER188B ER189 | Judd CV 3.5 V8           | P    | 33  | Gregor Foitek  | DNQ  | DNPQ | DNPQ | DNPQ | DNPQ | DNPQ | DNPQ | DNPQ | DNPQ | DNPQ | DNPQ |      |      |      |      |      | 0      | NC   |
| 1989        | ER188B ER189 | Judd CV 3.5 V8           | P    | 33  | Oscar Larrauri |      |      |      |      |      |      |      |      |      |      |      | DNPQ | DNPQ | DNPQ | DNPQ | DNPQ | 0      | NC   |
| 1990        | ER189B       | Judd CV 3.5 V8           | P    |     |                | USA  | BRA  | SMR  | MON  | CAN  | MEX  | FRA  | GBR  | GER  | HUN  | BEL  | ITA  | POR  | ESP  | JPN  | AUS  | 0      | NC   |
| 1990        | ER189B       | Judd CV 3.5 V8           | P    | 33  | Roberto Moreno | 13   | DNPQ | Ret  | DNQ  | DNQ  | DSQ  | DNPQ | DNPQ | DNPQ | DNPQ | DNPQ | DNPQ | DNPQ | DNPQ |      |      | 0      | NC   |
| 1990        | ER189B       | Judd CV 3.5 V8           | P    | 34  | Claudio Langes | DNPQ | DNPQ | DNPQ | DNPQ | DNPQ | DNPQ | DNPQ | DNPQ | DNPQ | DNPQ | DNPQ | DNPQ | DNPQ | DNPQ |      |      | 0      | NC   |
| Referencia: |              |                          |      |     |                |      |      |      |      |      |      |      |      |      |      |      |      |      |      |      |      |        |      |